# Krzysztof Kosedowski
Krzysztof Kazimierz Kosedowski (Tczew, 12 de dezembro de 1960) é um ex-boxeador polonês que ganhou uma medalha de bronze na divisão de peso pluma (57 kg) nos Jogos Olímpicos de 1980, em Moscou, Rússia. Nas semifinais foi derrotado por Adolfo Horta de Cuba.